# Tipula (Sinotipula) meigeniana
Tipula (Sinotipula) meigeniana is een tweevleugelige uit de familie langpootmuggen (Tipulidae). De soort komt voor in het Oriëntaals gebied.